# Flabellum pavoninum
Espèce
Statut CITES
Flabellum pavoninum est une espèce de coraux appartenant à la famille des Flabellidae.